# Konsumentombudsmannen

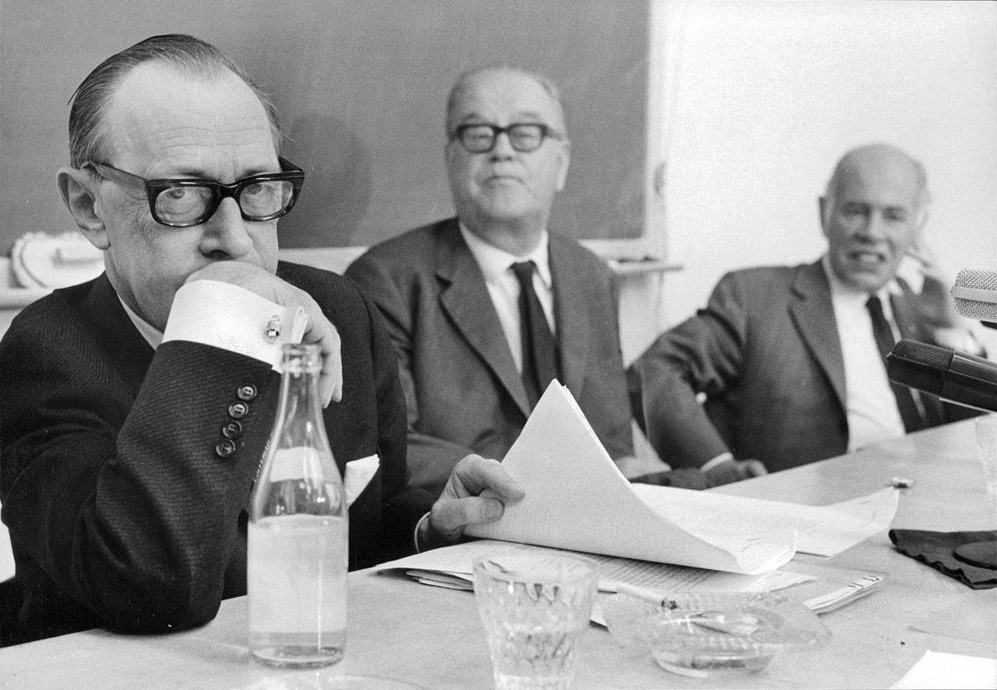
Justitieminister Herman Kling, statsminister Tage Erlander och handelsminister Gunnar Lange förbereder den nya lag – ”lag om otillbörlig marknadsföring” – genom vilken Konsumentombudsmannen instiftas.

Konsumentombudsmannen, förkortas KO, är en statlig svensk ämbetsman som sedan 1976 också är generaldirektör för Konsumentverket. KO bevakar marknaden och kan försvara konsumenternas intressen gentemot företag i domstol. Ämbetet inrättades 1970 och dess första innehavare var Sven Heurgren som 1976-1983 också var generaldirektör för Konsumentverket. Nuvarande KO är Cecilia Tisell. Liknande  ämbeten finns också i en del andra länder, men denna artikel behandlar i huvudsak Sveriges konsumentombudsman.
Konsumentombudsmannens huvudsakliga uppgift är att kontrollera att företagen följer marknadsföringslagen, avtalsvillkorslagen, produktsäkerhetslagen och distansavtalslagen.
Konsumentverket och KO kan ingripa mot:
- vilseledande reklam och marknadsföring
- oskäliga avtalsvillkor
- felaktig prisinformation
- farliga produkter

Enligt lagen (2011:1211) om Konsumentombudsmannens medverkan i vissa tvister kan Konsumentombudsmannen biträda en konsument vid allmän domstol eller hos Kronofogdemyndigheten som ombud i en tvist med en näringsidkare, om tvisten är av betydelse för rättstillämpningen eller om det annars finns ett allmänt konsumentintresse av att tvisten prövas. Lagens särskilda regler om rättegångskostnader gör förfarandet i stort sett kostnadsfritt för konsumenten.

## Förarbeten
- Prop. 2010/11:164 (arkiverad från originalet)

## Motsvarigheter i andra länder
Konsumentombudsmän av liknande slag finns bland annat i följande länder:
- Danmark: År 1975 inrättades Forbrugerombudsmanden, som förordnas för 6 år av näringslivs- och tillväxtministern.
- Finland: Konsumentombudsmannen (Finland) var tidigare (liksom i Sverige) chefen för Konsumentverket (Finland). Sedan de finländska konsument- och konkurrensverken slogs samman 2013 är Konkurrens- och konsumentverkets överdirektör med ansvar för konsumentfrågor också konsumentombudsman;[2] sommaren 2023 innehade därför Katri Vääränen detta uppdrag.
- Norge: År 1973 inrättades Forbrukerombudsmannen (som en person med en stödjande myndighet). Namnet ändrades 1980 till Forbrukerombudet.  År 2018 ändrades både namnet och delvis också uppdraget; myndigheten hette därefter Forbrukertilsynet, och dess chef Forbrukerdirektøren. År 2021 ändrades myndighetens roll; den representerar inte längre konsumenternas intressen, utan har en medlande och en dömande funktion i tvister mellan konsumenter och näringsidkare.